# 플러 이스트
플러 이스트(Fleur East, 1987년 10월 29일 ~ )는 잉글랜드의 싱어송라이터, 래퍼, 댄서이다. 2005년, 더 엑스 팩터 시즌 2에 걸그룹 어딕티브 레이디스의 멤버로 참가했다.